# 益山市
益山市（：／ Iksan si */?），是大韓民國全北特别自治道北部的一個城市，位於道府全州市西北，北隔錦江與忠清南道相望。面積507.1平方公里，2007年人口320,780人。下分14洞、1邑、14面。

## 歷史
1413年設益山郡。1949年8月15日設裡里市（韓語：이리시）。1995年市郡合併。

## 交通
鐵路有湖南線經過，這裡也是全羅線的北起點。韓國高鐵設益山站。高速公路方面有湖南高速公路和益山浦項高速公路。

## 姐妹城市
- 中华人民共和国江蘇省鎮江市
- 丹麦歐登塞
- 美国加州卡爾弗城市